# Алі Аділ-шах I
Алі Аділ-шах I (д/н — 17 серпня 1579) — шах Біджапуру в 1558—1579 роках.

## Життєпис
Син Ібрагіма Аділ-шаха I. Перребрав владу 1558 року. У день сходження на трон знову оголосив шиїзм державною вірою, впровадивши плату шиїтським місіонерам. Невдовзі повернув до влади афакі, водночас усунувши декканців від ключових посад. Одружився з Чанд Бібі, донькою ахмеднагарського султана Хуссейна Нізам-шаха I, чим було закріплено союз між державами. На заході розширив володіння до порту Хонавар.
Згодом уклав мирний договір з Рамараєю, фактичним правителем Віджаянагарської імперії. Сам Алі Аділ-шах I відвідав Віджаянагар, де його було урочисто прийнято.
1560 року розпочав зведення укріплень у північних містах Кальяна, Налдруг, Паренда і Кандгар. У 1564 році доєднався до союзу Ахмеднагарського і Голкондського султанатів, спрямованих проти Віджаянагару. 1565 року в союзі з Ахмеднагаром і Голкондою завдав поразки Рамараї у битві при Талікоті, чим було спричинено занепад Віджаянагарської імперії. В результаті південні володіння Біджапурського султанату було суттєво розширено (кордоном стали річки Тунґабгадра і Варада, досягши практично меж міста Віджаянагар. Того ж року разом з ахмеднагарським султаном Муртазою Нізам-шахом I сплюндрував берарський султанат.
Потім встановив дипломатичні відносини з могольським падишахом Акбаром. 1566 року допоміг бідарському султану Алі Барід-шаху I у протистоянні з Ахмеднагаром й Голкондою. З кінця 1560-х років наказав відновлювати та розширювати фортеці на півдні.
У 1576 році в битві при Пенуконді зазнав поразки від віджаянагарського магараджахіраджи Шрі Ранги I. 1578 року заклав в порту Дабул монетний двір, де став карбувати власні срібні монети ларін. 1579 року султан призначив своїм спадкоємцем небожа Ібрагіма. У тому року був убитий євнухом. Його було поховано в Алі-Ка-Рузі поблизу Сакаф-Руза в Біджапурі.